# Brusa Bezistan
Brusa Bezistan – historyczny kryty bazar w bośniackim Sarajewie. 
Powstał w 1551 jako miejsce handlu jedwabiem, będąc odpowiednikiem europejskich sukiennic. Zbudowany z kamienia na planie prostokąta, pokryty jest dachem z sześcioma dużymi i dwiema mniejszymi kopułami. Jego fundatorem był wezyr Rüstem Pasza. Budynek uległ wielu uszkodzeniom w trakcie wojny 1992-1995. Po dokonanym gruntownym remoncie obecnie umieszczono w nim jeden z oddziałów Muzeum Sarajewa.